# Was ist Liebe wert – Materialists
Was ist Liebe wert – Materialists (Originaltitel Materialists) ist eine romantische Tragikomödie von Celine Song. Der Film mit Dakota Johnson und Chris Evans sowie Pedro Pascal handelt von einer New Yorker Partnervermittlerin, die sich zwischen zwei Männern, ihrem Exfreund und einem ihrer Klienten, hin- und hergerissen fühlt, und kam Mitte Juni 2025 in die US-Kinos. Der Kinostart in Deutschland ist am 21. August 2025 geplant.

## Handlung
Lucy ist in New York als Dating-Beraterin für die Partnervermittlung Adore tätig. Ihre Expertise ist bei denjenigen sehr gefragt, die bereit sind, einen Aufpreis für ihre Dienste zu zahlen. Nach einem Date ruft Lucy jeden der beiden Partner persönlich an, um zu fragen, wie es gelaufen ist und um zu prüfen, ob ein zweites Date gewünscht ist. Zu Lucys wählerischen Kunden, Frauen wie Männer, zählen einige mit unmöglichen Ansprüchen, die versuchen, ihre idealen Vorstellungen von einem Partner in einem einzigen Menschen vereint zu finden. Einer ihrer Kunden ist der charmante Private-Equity-Broker Harry Castillo, der in einem 12-Millionen-Dollar-Apartment lebt. Bei Adore nennen sie jemanden wie ihn ein „Einhorn“.
Lucy bewegt sich zwar durch ihre Arbeit oft unter wohlhabenden Menschen in höchsten Kreisen, sie selbst verdient mit rund 80.000 US-Dollar im Jahr jedoch relativ wenig. Daher teilt sie sich mit zwei anderen Personen eine Wohnung. Lucy ist nach der Trennung von ihrem Exfreund John noch immer gut mit diesem befreundet. Er ist Schauspieler, schlägt sich aber als Teilzeitkellner durchs Leben.

## Produktion

### Filmstab
Regie führte Celine Song, die auch das Drehbuch schrieb. Es handelt sich bei Materialists um ihren zweiten Spielfilm nach Past Lives – In einem anderen Leben, der im Januar 2023 beim Sundance Film Festival seine Premiere feierte und 2024 sowohl bei den Golden Globe Awards, als auch bei der Oscarverleihung als bester Film nominiert war. Wie bei ihrem Spielfilmdebüt fungierten David Hinojosa, Pamela Koffler und Christine Vachon als Produzenten.

### Besetzung und Dreharbeiten
Dakota Johnson spielt die für eine Partnervermittlung tätige Lucy. In weiteren Hauptrollen sind Chris Evans als ihr Exfreund John und Pedro Pascal als der Millionär Randy / Harry Castillo zu sehen. Sawyer Spielberg, der Sohn von Regisseur Steven Spielberg, spielt Mason und John Magaro, der in Songs Past Lives in einer Hauptrolle zu sehen war, Mark P. Das Casting übernahm Douglas Aibel.
Die Dreharbeiten fanden ab Mai 2024 in New York statt. Wie bei Past Lives arbeitete Song mit Kameramann Shabier Kirchner zusammen, der den Film auf 35 mm drehte.

### Filmmusik und Veröffentlichung
Die Filmmusik komponierte der Brite Daniel Pemberton. Das Soundtrack-Album mit insgesamt 16 Musikstücken wurde am 13. Juni 2025 von A24 Music als Download veröffentlicht. Darunter finden sich auch der vorab als Single veröffentlichte Song My Baby (Got Nothing At All) von Japanese Breakfast und Coverversionen der Lieder I’ll Be Your Mirror und That’s All von Baby Rose.
Der erste Trailer wurde Mitte März 2025 vorgestellt. Am 13. Juni 2025 kam der Film in die US-Kinos. Der Kinostart in Deutschland ist am 21. August 2025 geplant.

## Rezeption
In den USA erhielt der Film  ein R-Rating, was einer Freigabe ab 17 Jahren entspricht.
Von den bei Rotten Tomatoes aufgeführten Kritiken sind 80 Prozent positiv. Bei Metacritic erhielt der Film einen Metascore von 70 von 100 möglichen Punkten.
Owen Gleiberman beschreibt Materialists in seiner Kritik für Variety als ein scharfsinniges und ernstes Sozialromantikdrama voller aufschlussreicher Beobachtungen über unsere heutige Lebensweise und darüber, wie sehr diese mit unserer bisherigen Lebensweise zusammenhängt oder auch nicht. Celine Songs Dialoge sprühten vor Witz und Einfühlungsvermögen und seien doch zugleich fließend. In einer klassischen romantischen Komödie würde Lucys Situation auf eine prickelnde und leicht verrückte Art gelöst werden, doch in Materialists gerate sie in ein kleines Dilemma. So fühle sich Materialists stellenweise wie Sex and the City in einer Version von Éric Rohmer an. Dakota Johnson lieferte in der Rolle die kraftvollste Performance ab, die man je von ihr gesehen hat, und während Chris Evans in früheren Rollen schon schlafwandelnd erschien, sei er hier hellwach. Pedro Pascal, der wie Burt Reynolds in seinen sexy Schnurrbart-Tagen aussehe, sei perfekt in seiner Rolle als Film-Äquivalent zu Chris Noths Mr. Big aus Sex and the City. Er überzeuge mühelos als eigentlich netter Finanzboss. Materialists sei eine Liebesgeschichte im Zeitalter unbegrenzter Auswahl und zwanghafter Kontrolle, in der die Menschen glauben, ihr Leben selbst bestimmen und gestalten zu können. Hinter all dem erkenne der Film, ohne es jemals offen auszusprechen, dass im neuen, goldenen Zeitalter der Ambitionen, in dem sich das Geld zunehmend an der Spitze konzentriert, „Romanze“ für zu viele Menschen zu einem Wettbewerb um den Aufstieg in die oberen Schichten werde.